# Вівсянка жовтогорла
Вівсянка жовтогорла (Emberiza elegans) — вид горобцеподібних птахів родини вівсянкових (Emberizidae).

## Поширення
Вид поширений в Східній Азії. Трапляється в Китаї, Японії, Кореї, М'янмі, Росії та Тайвані. Його природним середовищем існування є помірні ліси та субтропічні або тропічні сухі ліси.

## Опис
У самця верх голови, смуга через око і велика пляма на грудях чорні, «брова» і горло яскраво-жовті, крила і хвіст бурі, спина коричнева з темними плямами, надхвістя сіре, груди, черевце і смужки з боків хвоста білі. У самиць чорний колір замінений буро-чорним, а загальне забарвлення оперення тьмяніше.

## Підвиди
Таксон містить два види:
- E. e. elegans Temminck, 1836
- E. e. elegantula Swinhoe, 1870 — гніздиться в центральному Китаї.